# Guardia Costera de Ucrania
La Guardia Costera de Ucrania o Guardia Marítima de Ucrania (en ucraniano: Морська охорона України) es el servicio de guardia costera de Ucrania que esta bajo la jurisdicción de la Guardia fronteriza de Ucrania.
La Guardia Costera Ucraniana es la sucesora local de las Unidades Navales de Tropas Fronterizas soviéticas que también eran responsables de las tareas de la guardia costera. Sin embargo, hubo algunos intercambios de unidades, barcos y personal entre la Guardia del Mar y la Armada de Ucrania.
El personal de servicio de la Guardia Marítima viste un uniforme negro similar al de la Armada de Ucrania, pero decorado con algunos elementos verdes (tradicional para la guardia de fronteras), o un uniforme común de la Guardia fronteriza de Ucrania. Los barcos de la Guardia Maritima Ucraniana llevan la inscripción Морська охорона en sus tableros.

## Organización
La Guardia Costera ucranina opera cuatro destacamentos de la guardia del mar: en Balaklava, Odessa, Izmail y Kerch; una división de cúteres de la guardia marítima en Mariupol; una división de guardacostas de propósito especial en Yalta; y una división fluvial de cúteres de la guardia marítima Dniéper en Kiev. La administración de la Guardia Marítima se divide entre la administración regional de Azov-Mares Negros en Simferopol y la administración regional del Sur en Odessa.

### Escuadrones de Seguridad Marina
- Escuadrón de Seguridad Marina de Kerch (desde el Cabo de Mehanom a través del estrecho de Kerch y el Mar de Azov hasta la frontera administrativa entre las regiones de Zaporizhia y Donetsk)
- Escuadrón de Seguridad Marina de Yalta (asignación especial)
- Escuadrón de Seguridad Marina de Sebastopol (base principal en Balaklava)
- Escuadrón de Seguridad Marina de Odessa (administración regional del Sur)

## Enlaces
- Esta obra contiene una traducción  derivada de «Ukrainian Sea Guard» de Wikipedia en inglés, publicada por sus editores bajo la Licencia de documentación libre de GNU y la Licencia Creative Commons Atribución-CompartirIgual 4.0 Internacional.